# 4813 Теребіж
4813 Теребіж (4813 Terebizh) — астероїд головного поясу, відкритий 11 вересня 1977 року.
Тіссеранів параметр щодо Юпітера — 3,175.